# Південний (Одеса)
Житлови́й маси́в «Півде́нний» — назва багатоповерхового житлового району міста Одеса, який розташований на південь від житлового масиву «Таїрова».

## Історія
На території житлового масиву у дорадянський період були розташовані території, що використовувались під сільськогосподарські потреби. Вже на початку ХХ ст. існувала дорога між сучасними довгою вулицею та вулицею Ільфа і Петрова, яка є нині східною межею житлового масиву та носить назву Люстдорфської дороги. Також існував шлях, що нині носить назву вулиця Євгена Чикаленка.
У міжвоєнний період з'явилася рідка дачна забудова біля перетину Люстдорфської дороги та Довгої вулиці. У 1958 року біля того ж самого перетину було влаштовано селище Одеського трамвайно-тролейбусного управління, яке складалося з одноповерхових будинків. Також біля перетину нинішніх вулиць Євгена Чикаленка і Академіка Корольова був влаштований місцевий сільський цвинтар.
Коли у 1970-х роках будівництво житлового масиву «Таїрова» зітхнулося з труднощами забудови Улянівського житлового масиву, то було вирішено на вільній території на південь від нього побудувати новий житловий район під назвою «Південний». Він складався з чотирьох мікрорайонів і на відміну від інших житлових масивів міста «Південний» планувалося забудовувати переважно будинками нової серії 94. Будівництво почалося на початку ІІ-ї половини 1970-х років у мікрорайоні «Б». На порозі під'їзду одного з перших будинків була встановлена дата «1977» (адреса: проспект Князя Ярослава Мудрого, 18/2). Та частина кладовища, що була розташована у межах мікрорайону «Б», була ліквідована. На торці будинку по вулиці Академіка Корольова, 72 була викладена композиція з мозаїки. У середині 1980-х років на розі вулиці Чикаленка та вулиці Корольова було споруджено 12-14-16 поверховий будинок з монолітного залізобетону з вбудовано-прибудованими приміщеннями авіакас. Даний будинок став домінантою площі Незалежності.
На початку 1980-х років почалося будівництво мікрорайону «В-Г», який обмежений проспектом Ярослава Мудрого, Люстдорфською дорогою, вулицею Чикаленка та вулицею Академіка Корольова. У даному кварталі було споруджено базар «Південний» та котельну станцію. На початку 1990-х років вільне місце на північно-західному куті мікрорайону «В-Г», яке імовірно призначалося для розміщення будинку з монолітного залізобетону або громадської споруди, було віддано під спорудження кінотеатру «Золотий Дюк». З 1990-х років на незабудованій ділянці на південь від кінотеатру планувалося спорудити православний храм Московського патріархату, але будівництво відбулося лише у 2010-х роках. Храм було освячено на честь святителя святого Спиридона Триміфунтського.
Наприкінці 1980-х років почалося будівництво у мікрорайоні «А» обмеженого вулицями Чикаленка, Академіка Корольова, Архітекторською та Сім'ї Глодан. Деякі будинки мікрорайону були споруджені вже на початку 1990-х років. Всередині мікрорайону розташована Спеціалізована дитячо-юнацька спортивна школа ім. О.Ф. Зубицького.
Мікрорайон «Д», що обмежений вулицею Чикаленка, Люстдорфською дорогою та Архітекторською вулицею, почав забудовуватись наприкінці 1980-х років, однак за наявності одноповерхової забудови селища Одеського трамвайно-тролейбусного управління та розпадом Радянського союзу мікрорайон не був забудований повністю. Не було споруджено жодної школи, а з запланованих дитячих садів було споруджено лише один. У 1990-х та 2000-х роках була забудована більша частина мікрорайону, причому десятки нових будинків отримали адресу «вулиця Академіка Вільямса, 59» з додаванням літери або дрібної частини. Середина кварталу, яка призначалася для спорудження шкіл та дитячих садків була забудована житловими будинками. У 2016 році було затверджено детальний план території даного мікрорайону.
Центром житлового масиву «Південний» є перетин вулиць Академіка Корольова і Чикаленка, де влаштована транспортна розв'язка у вигляді кола.
Інфраструктура району не відрізняється різноманітністю. Забудову складають переважно житлові будинки, в центрі кожного кварталу розташовані школи і дитячі садки. У будинках уздовж вулиць влаштовані вбудовано-прибудовані приміщення, де розміщуються різноманітні дрібні медичні заклади та заклади побуту. У мікрорайоні «А» розташована спортивна школа, а у мікрорайоні «В-Г» розташований базар, кінотеатр та котельна. Парки у житловому масиві відсутні, лише всередині мікрорайону «Б» є невелика кількість дерев.

## Архітектура
З самого початку припускалося забудувати житловий масив дев'ятиповерховими будинками за типовими проєктами панельної серії 94, чотирнадцятиповерховими цегляними будинками серії 87 та цегляними будинками для малосімейних проєкту 1-447С-46. Однак невдовзі після початку будівництва домобудівний комбінат освоїв виробництво спеціально розробленої для Одеси панельної серії ОГ-16, які використовувались як заміна чотирнадцятиповерхових будинків серії 87, які були споруджені лише у південній частині кварталу «Б».
Також як точкова забудова використовувались цегляні дев'ятиповерхові будинки серії 87, які були популярні у всіляких підприємств тому, що цегляні будинки було можливо споруджувати господарським способом, один з таких будинків був споруджений у 1987 році на вулиці Академіка Корольова, 97 для об'єднання Кисеньмаш. У 1980-х роках були споруджені будинки на вул. Академіка Глушка, 1/2 та 1/3. Також серія 87 дозволяла споруджувати будинки складних форм — у мікрорайоні «В-Г» уздовж Люстдорфської дороги було споруджено декілька будинків у формі трапеції з вбудовано-прибудованими приміщеннями. З розпадом Радянського союзу Домобудівний комбінат припинив виробляти панелі і таким чином добудова мікрорайону «А» здійснювалась у тому числі і за проєктами серії 87.
У мікрорайоні «Б» з поворотних секцій серії 94 було споруджено два будинки у формі дуги, які спільно утворюють коло. Будинки побудовані на платформі і таким чином перший поверх розташований вище рівня землі, під будинками ж влаштована напівпідземна автомобільна стоянка. Одним з недоліків такого рішення є високі сходи до входів у під'їзди. Дещо схожа ідея була реалізована у мікрорайоні ІІІ-3-9 селища Котовського.
З часом проєкти будинків вдосконалювались і мікрорайони В-Г, Д, А були забудовані покращеними проєктами серії 94. Також як проєкти будинків для малосімейних у цих кварталах використовували проєкт серії 94. У мікрорайоні «А», забудова якого відбувалася на межі 1980-х і 1990-х років, було споруджено три дванадцятиповерхівки серії ОГ-16.
У мікрорайоні «Б» у 1980-х роках було споруджено 12-14-16 поверховий будинок з монолітного залізобетону виконаний Одеським відділенням Діпроміста. Це єдиний будинок даної родини проєктів у мікрорайоні, у той же час по схожим проєктам було споруджено два шестинадцатиповерхових будинки у сусідньому житловому масиві «Таїровський».
У 1990-х роках за нетиповими для Одеси проєктами панельних будинків були споруджені будинки з привозних панелей за адресами вул. Архітекторська, 16 і проспект Академіка Глушка, 11д.
Вже на початку 1990-х років у мікрорайоні «В-Г» був виритий котлован для будинку, який став одним з найдовших довгобудів міста — будинок на вулиці Академіка Вільямса, 56а було здано у експлуатацію у 2015 році.
За рахунок того, що мікрорайони «Б», «В-Г» і «А» забудовувались послідовно, проєкти дошкільних і шкільних закладів в них відрізняються. Найстаріші проєкти використовувались у районі «Б», а найсучасніші проєкти даних закладів зустрічаються у районі «А», які мають дуже виразну і симетричну форму плану. У мікрорайоні «Д» був побудований лише один дитячий садок, який є аналогічний садкам у кварталі «В-Г».

## Житловий масив у фотографіях та кіно
Початок будівництва житлового масиву, а саме будівництво мікрорайону «Б», широко висвітлювалось на різноманітних поштових листівках та фотоальбомах 1970-х та 1980-х років.
Макет мікрорайону «Б» житлового масиву «Південний» зустрічається у фільмі «Город с утра до полуночи» 1976 року. Також деякі сцени фільмів «Где ты, Багира?» (1977), «Выгодный контракт» (1979), «Неоконченный урок» (1980), «Слёзы капали» (1982) було знято у мікрорайоні «Б» або на тлі його будівель.